# Antonio Aguilera
Antonio Aguilera, más conocido como Cantinflas, es un futbolista mexicano. Jugó para el Club Deportivo Guadalajara de 1946 a 1948.

## Clubes
| Club        | País   | Año         |
| ----------- | ------ | ----------- |
| Guadalajara | México | 1946 - 1948 |